# Naruto Shippuden: Ultimate Ninja Storm Revolution
Naruto Shippuden: Ultimate Ninja Storm Revolution, conhecido no Japão como Naruto Shippūden: Narutimetto Sutōmu Reboryūshon (ＮＡＲＵＴＯ－ナルト－ 疾風伝 ナルティメットストーム レボリューション), é um jogo eletrônico de luta, desenvolvido pela CyberConnect2, como parte da série Ultimate Ninja Storm, que é baseada no anime e mangá Naruto. Sendo o último da série a ser lançado para a Sétima Geração de Consoles, chegou em Setembro de 2014 no Japão, Europa e América do Norte. A demo foi apresentada em Julho do mesmo ano, apenas para os consoles.
O jogo apresenta um sistema de combate reformulado. Ele inclui novas maneiras de formar equipes com base em suas habilidades, bem como a inauguração das mecânicas de contra-ataques e quebras de guarda. Masashi Kishimoto, criador da franquia, trabalhou no jogo pessoal e diretamente, fornecendo o novo personagem Mecha-Naruto, bem como novos designs para os personagens que pertencem da organização Akatsuki, cujo passado dos membros estão sendo contados neste jogo. O jogo também inclui um modo de torneio, onde o jogador pode lutar contra três lutadores de CPU ao mesmo tempo. Os jogadores também são capazes de personalizar personagens.

## Jogabilidade

Naruto Uzumaki realiza um ataque aéreo no novo modo "Ninja World Tournament".

O jogo introduz novas funções como quebra de guarda e contra-ataque. Na primeira, o jogador quebra a guarda do adversário, derrubando-o e deixando inconsciente. Isso dá ao jogador a oportunidade de desencadear um ataque combinado para infligir danos graves. Existe um limite em relação ao número de vezes que pode ser utilizado. Em relação ao contra-ataque, se um jogador está prestes a atacar o jogador, ele pode derrubá-lo, deixando-o impotente e selando seu suporte (impedindo-o de ser usado por certo tempo).
O jogo contém 100 personagens jogáveis e 18 apenas como suporte, com novos personagens sendo adicionados via DLC, além do retorno de vários outros. Conforme dito anteriormente, o criador da série, Masashi Kishimoto, estava envolvido no jogo para criar um personagem original: uma versão robô de Naruto chamado Mecha-Naruto, com duas transformações: a transformação de três caudas e uma transformação Mecha-Kurama.
Desempenhando um papel no modo Tournament recentemente introduzido, Mecha-Naruto aparece em um episódio de duas partes da série Naruto Shippuden, que foi ao ar no dia do lançamento do jogo no Japão. Além do novo personagem, Kishimoto também projetou novas roupas para Sasori, Deidara, Hidan, Kakuzu e Orochimaru, além dos inéditos personagens, Shisui Uchiha e Kushina, ambos com suas histórias contadas no jogo, através de OVAs produzidas pelo Studio Pierrot.

## Desenvolvimento e Lançamento
Para este jogo, a equipe de desenvolvimento solicitou ajuda de um especialista em jogos de luta com o objetivo de criar um novo modo de jogo, pois havia mais de cem personagens, a equipe decidiu se focar no sistema de combate chamado Hack and slash introduzido no jogo anterior.
A ideia do Mecha-Naruto surgiu quando os funcionários tiveram uma discussão sobre incluir um novo modo. Masashi Kishimoto foi o principal responsável pelo Mecha-Naruto ao receber da equipe a sugestão de incluir um novo personagem. O diretor executivo da CyberConnect 2, Hiroshi Matsuyama ficou surpreso ao ver o novo personagem.
Kishimoto também havia mostrado anteriormente aos funcionários que ele havia criado designs para os membros da Akatsuki, o que levou a equipe a ver como uma oportunidade perfeita para usá-los no jogo.
O jogo foi lançado na América, na Europa e no Japão em Setembro de 2014. Na Europa, o jogo têm duas versões especiais:
A Edição do day one, intitulada Rivals Edition: inclui dois trajes exclusivos que não poderão ser adquiridos após a data do lançamento: Naruto está vestido de Sasuke e Sasuke vestido de Naruto.
A Edição Samurai: inclui um boneco de Naruto, vestido de Samurai, e uma caixa de metal vêm como brindes.
O jogo também têm um disco extra com uma OVA (intitulado "Naruto Shippūden Sunny Side Battle!!!"). 

## Conteúdo Adicional para Download

### DLCs Padrões
As DLCs deste jogo são muitas. Eis a lista abaixo.
Edo-Kages e Edo-Tensei
- Os Kages e Ninjas falecidos na história tornam-se jogáveis.

DLC Variety
Adiciona os seguintes personagens e roupas:
- Terceiro Hokage, em Traje de Hokage;
- Primeiro Hokage, também em Traje de Hokage;
- Zabuza, em roupa de Jounin da Vila Oculta da Névoa;
- Itachi (Luta Contra Sasuke)
- Kakashi (roupa parcialmente danificada, da Luta Contra Kakuzu).

DLC Variety Pack 2
Adiciona o traje Taka (similar ao roupão da Akatsuki) para Suigetsu, Karin e Juugo. E também:
- Mifune (Traje na Reunião dos 5 Kages);
- Madara (Traje preto)
- Naruto (de Pijama).

DLC Variety Pack 3
Adiciona trajes alternativos para a Kushina (mãe de Naruto, e seu traje do filme: Road to Ninja) e Pain/Yahiko, Konan e Nagato (com seus trajes da formação de Akatsuki Original).

### DLCs Especiais
- Summer Cloth Pack: é uma DLC que contém a Sakura, Ino, Tenten, Hinata com roupas de verão (Biquíni);
- Jinchuuriki Pack: é uma DLC que adiciona trajes especiais para os personagens Jinchuuriki (Personagens com as Bestas de Cauda seladas dentro em seu corpo): Naruto, Killer Bee, Fuu e Utakata. Respectivamente: Nove, Oito, Sete e Seis Caudas.
- Jinchuuriki Pack 2: segunda DLC que adiciona trajes especiais para os personagens Jinchuuriki: Gaara, Yugito, Yagura, Roshi e Han (respectivamente, de Uma a Cinco Caudas).
- DLC6 Suit Pack: é uma DLC que adiciona trajes sociais (Terno) para os personagens: Naruto, Minato, Gaara, Sasuke, Shikamaru e Sai. Obs: um dos motivos para ela se chamar "DLC6" é porque ela adiciona trajes para 6 personagens.

## Curiosidades
Em um Spin-off de Naruto, chamado de: Uchiha Sasuke no Sharingan Den, no Capitulo 1, há um Easter Egg: é mostrado o box (capa) do jogo Naruto Shippuden: Ultimate Ninja Storm Revolution, em estilo Chibi.
O jogo incluiu uma das OVAs mais famosas da franquia, a OVA "Lado Ensolarado da Batalha" onde o Itachi Uchiha tenta realizar o ovo cozido "perfeito" para o café da manhã de Sasuke, seu irmão caçula.
Todas DLCs do jogo estão inclusas no título que o sucedeu, Naruto Shippuden: Ultimate NInja Storm 4.